# Акаба (залив)
Акаба (на арабски: خَلِيج الْعَقَبَة) е залив, разположен в северната част на Червено море, източно от Синайския полуостров и западно от Арабския полуостров. Бреговете му се поделят между 4 държави: Египет, Израел, Йордания и Саудитска Арабия. В Израел той е познат и като Ейлатски залив по името на пристанищния град Ейлат.

## География
Акаба и Суецкият залив са двата залива в северната част на Червено море. Залива Акаба достига максимална дълбочина от 1828 m и ширина от 24 km (за сравнение Суецкият залив е значително по-широк, но дълбочината му е под 100 m), дължина 160 km – от Тиранския проток до мястото, в която се срещат границите на Израел, Египет и Йордания. От Червено море заливът е отделен с подводен праг с дълбочина от 958 m.
Като част от крайбрежните води на Червено море заливът Акаба е сред основните места за гмуркане в света. Районът е богат на корали и се характеризира с биологично разнообразие. Срещат се множество останки от кораби, а други плавателни съдове са нарочно потопени, за да осигурят среда за морски организми, както и за да подсилят местната туристическа индустрия.
В северната част на залива се намират 3 важни града: Таба в Египет, Ейлат в Израел и Акаба в Йордания. Те са стратегически търговски пристанища, но и популярни курортни дестинации за туристи, търсещи топлия климат на региона. На юг от тях е разположен Хакл – най-големият град на Саудитска Арабия в залива. На Синайския полуостров големи центрове са Шарм ел-Шейх и Дахаб. Най-голям в района на залива е град Акаба с население 108 000 жители (2009), следван от Ейлат с население от 48 000 души (2009).